# Герб Самарської області

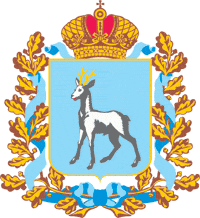
Герб Самарської області

Герб Самарської області є символом Самарської області. Прийнято 13 жовтня 1998 року.

## Опис
Герб Самарської області є символом суспільно-історичного й державно-адміністративного статусу і являє собою зображення срібного дикого козла, зверненого в ліву сторону, із золотими рогами, червленими (темно-червоними) очима й язиком й чорними копитами, поміщене на геральдичний щит французької форми лазурового кольору. Щит увінчаний імператорською короною й оточений золотими дубовими галузями, оповитими Андріївською стрічкою.
Гордовитий срібний козел на лазуровом щиті вселяє повагу своєю впевненістю й спокійною міццю. Зображення цієї тварини в геральдиці й символіці за віком не уступає орлові й леву. Уже в древніх народів козел позначав ватажка, вождя, був втіленням непохитної сили. Дубові листи з жолудями — символ повної сили. А блакитна Андріївська стрічка, на якій носився хрест вищого російського ордена — Ордена Святого апостола Андрія Першезваного, заснованого Петром Першим, підкреслює приналежність Самарської області к Російської державі.
Кольори герба за правилами геральдики мають певен сенс:
- золото символізує багатство, силу, вірність, сталість
- срібло (може зображуватися білим кольором) — моральну чистоту
- лазур — велич, красу, ясність
- червлень — відвагу, героїзм, великодушність

## Історія гербу
Наприкінці 50-х років XIX століття керуючий Гербовим відділенням Департаменту герольдії Сенату Борис Васильович Кене переглядав російські герби. Зокрема, він хотів замінити козу на гербі Самари на дикого козла. Міський герб залишився колишнім, а ідея Кене втілилася в Самарському губернському гербі.

У такому варіанті Герб Самарської губернії був затверджено 5 (17) липня 1878 року. Тоді герб Самарської губернії мав наступний опис: 
 У лазуровом щиті срібний дикий козел із золотими рогами, червленими очима й язиком й чорними копитами. Щит увінчаний императорскою короною й оточений золотими дубовими листами, з'єднаними Андріївською стрічкою 
Губернський герб можна було бачити при в'їзді на територію губернії, на фасадах адміністративних будинків, на офіційних паперах і друкованих виданнях, на формених ґудзиках чиновників. Уживання губернських гербів перестало практикуватися після Жовтневої революції 1917 року. Регіональна геральдика почала відновлюватися тільки наприкінці 80-х років ХХ століття.
В 1998 році Адміністрація Самарської області порушила питання про необхідність розробки регіональних державних символів. Була створена робоча група з підготовки відповідного проекту обласного закону.
22 вересня 1998 року Самарською Губернською Думою був прийнятий Закон Самарской області «Про державні символи області», яким установлювалися регіональні герб і прапор. За еталон Герба Самарской області був прийнятий герб, затверджений 5 (17) липня 1878 року.